# Triplectides prolatus
Triplectides prolatus är en nattsländeart som beskrevs av Morse och Arturs Neboiss 1982. Triplectides prolatus ingår i släktet Triplectides och familjen långhornssländor. Inga underarter finns listade i Catalogue of Life.